# Юр'ївська балка
Юр'ївська балка — заповідне урочище місцевого значення. Об'єкт розташований на території Бобринецького району Кіровоградської області, с. Костомарівка.
Площа — 15 га, статус отриманий у 1993 році.